# Domingo Saura

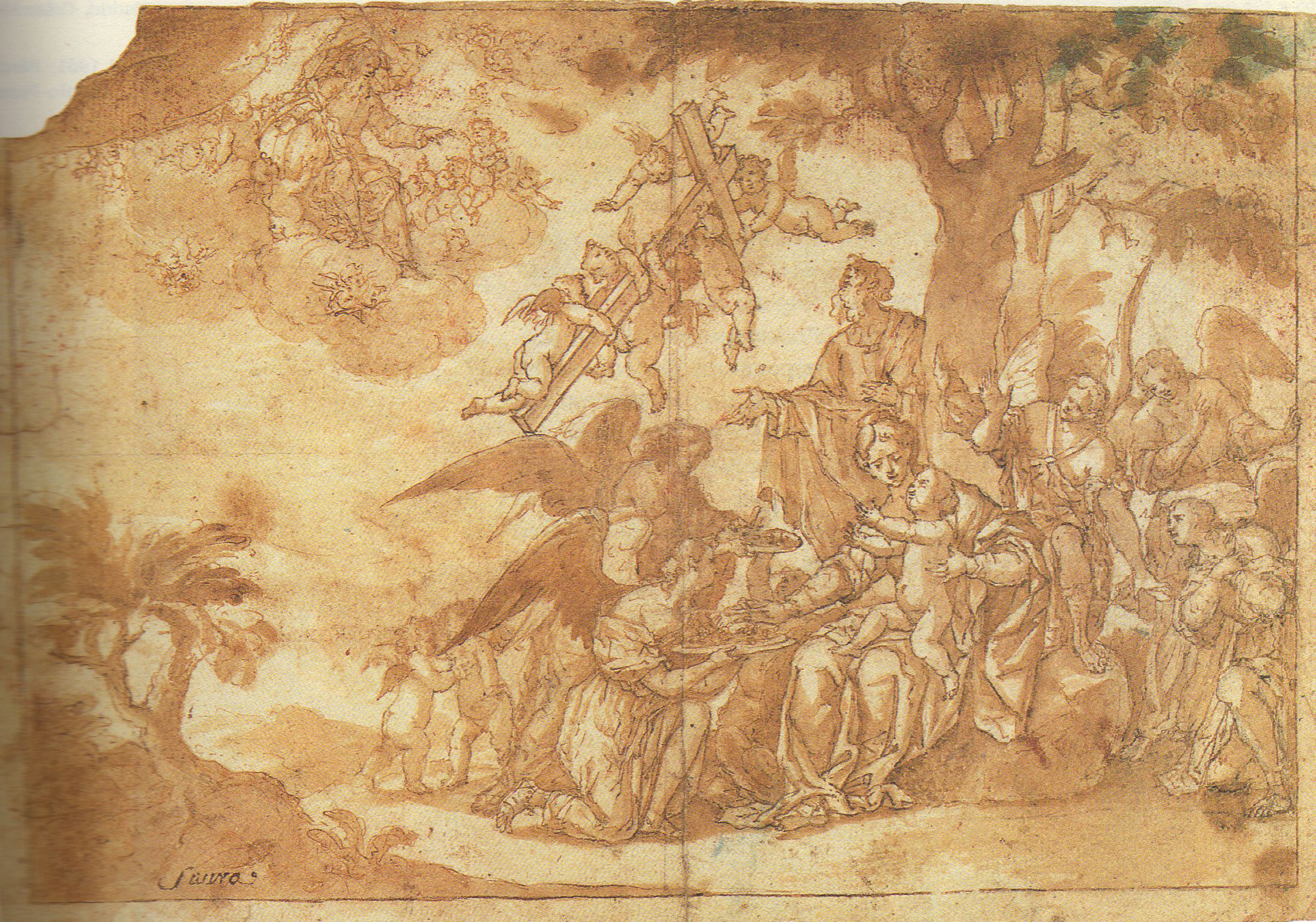
Descanso en la huida a Egipto con el presagio de la Pasión, dibujo a pluma, tinta y aguada sepia sobre papel verjurado blanco, 18,8 x 27 cm, Museo de Bellas Artes de Valencia.

Mosen Domingo Saura (Lucena del Cid, c. 1650 - 1715) fue un sacerdote y pintor barroco español.
Es artista conocido por un muy reducido número de pinturas y dibujos tras perderse por un incendio provocado en la Guerra Civil Española el más importante conjunto de su obra documentada: la serie de ocho cuadros dedicados a la vida y milagros de san Pascual Baylón que adornaban la Capilla Real de su Santuario en Villarreal.
Según Ceán Bemúdez, aunque se aplicó al dibujo desde muy joven y lo hacía con suma facilidad e invención, llevando siempre con él un lápiz para dibujar de repente lo que se le ofreciese, no comenzó a pintar hasta que, después de quedar viudo, entró en religión.
Una Virgen Niña con san Joaquín y santa Ana (Estados Unidos, colección particular), única pintura firmada, y alguna otra obra atribuida (Descanso en la huida a Egipto, Monasterio de El Puig) o con él relacionada (Santa Bárbara, Madrid, Museo de la Fundación Lázaro Galdiano), se apartan de la tradición de la escuela valenciana dominada por Espinosa para dar entrada a un mayor barroquismo.